# Convocazioni al campionato nordamericano femminile di pallavolo 2015
Elenco delle giocatrici convocate per il campionato nordamericano 2015.

## Canada
| N° | Nome             | Ruolo | Data di nascita   | Squadra         |
| -- | ---------------- | ----- | ----------------- | --------------- |
| -  | Arnd Ludwig      | All   | 15 gennaio 1967   | -               |
| 1  | Janie Guimond    | L     | 11 aprile 1984    | Canada          |
| 3  | Brittney Page    | S     | 4 febbraio 1984   | Sichuan         |
| 4  | Kyla Richey      | S     | 20 giugno 1989    | Vilsbiburg      |
| 5  | Danielle Smith   | P     | 29 aprile 1990    | Vilsbiburg      |
| 8  | Jaimie Thibeault | C     | 23 settembre 1989 | Legionovia      |
| 9  | Tabitha Love     | S/O   | 11 settembre 1991 | Azəryol         |
| 10 | Marisa Field     | C     | 10 luglio 1987    | Neuchâtel       |
| 12 | Jennifer Cross   | C     | 4 luglio 1992     | Engelholms      |
| 13 | Lucille Charuk   | C     | 13 agosto 1989    | Fischbek        |
| 15 | Rebecca Pavan    | S/O   | 17 aprile 1990    | Béziers         |
| 17 | Kristen Moncks   | L     | 31 luglio 1992    | Trinity Western |
| 18 | Shanice Marcelle | S     | 25 maggio 1990    | Dresdner        |
| 20 | Dana Cranston    | S     | 5 dicembre 1991   | Fischbek        |
| 22 | Megan Cyr        | P     | 1º giugno 1990    | Neuchâtel       |

## Costa Rica
| N° | Nome                  | Ruolo | Data di nascita   | Squadra       |
| -- | --------------------- | ----- | ----------------- | ------------- |
| -  | Braulio Godínez       | All   | -                 |               |
| 2  | Mónica Picado         | P     | 10 gennaio 1994   | Santa Bárbara |
| 3  | Viviana Murillo       | L     | 6 febbraio 1992   | Santa Bárbara |
| 5  | Melissa Rodríguez     | C     | 2 settembre 1997  | San José      |
| 12 | Tatiana Sayles        | S/O   | 1º agosto 1997    | San José      |
| 14 | Irene Fonseca         | P     | 10 ottobre 1985   | UNED          |
| 15 | Tania Carazo          | S     | 11 agosto 1996    | Abangares     |
| 16 | Mijal Hines           | C     | 15 dicembre 1993  | Goicoechea    |
| 17 | María Fernanda Alfaro | C     | 24 luglio 1996    | UNA           |
| 18 | Evelyn Sibaja         | S     | 5 febbraio 1993   | Santa Bárbara |
| 20 | Valeria Campos        | C     | 20 gennaio 1995   | Santa Bárbara |
| 21 | Mónica Castro         | S/O   | 5 gennaio 1996    | San José      |
| 23 | Daniela Vargas        | S     | 25 settembre 1997 | Goicoechea    |

## Cuba
| N° | Nome             | Ruolo | Data di nascita  | Squadra       |
| -- | ---------------- | ----- | ---------------- | ------------- |
| -  | Roberto García   | All   |                  |               |
| 2  | Regla Gracia     | S/O   | 28 giugno 1993   | Camagüey      |
| 3  | Alena Rojas      | C     | 9 agosto 1992    | Ciudad Habana |
| 5  | Yamila Hernández | P     | 8 novembre 1992  | Ciudad Habana |
| 6  | Daimara Lescay   | C     | 5 settembre 1992 | Guantánamo    |
| 10 | Emily Borrell    | L     | 19 febbraio 1992 | Villa Clara   |
| 11 | Gretell Moreno   | P     | 30 gennaio 1998  | Granma        |
| 14 | Dayami Sánchez   | S     | 14 marzo 1994    | Ciudad Habana |
| 16 | Yelennis Díaz    | C     | 14 ottobre 1995  | Villa Clara   |
| 17 | Heidy Casanova   | C     | 6 novembre 1998  | Ciudad Habana |
| 18 | Sulian Matienzo  | S     | 14 dicembre 1994 | Ciudad Habana |
| 19 | Jennifer Álvarez | P     | 19 novembre 1993 | Cienfuegos    |
| 20 | Heidy Rodríguez  | S     | 24 giugno 1993   | Cienfuegos    |

## Messico
| N° | Nome                     | Ruolo | Data di nascita   | Squadra         |
| -- | ------------------------ | ----- | ----------------- | --------------- |
| -  | Jorge Azair              | All   | -                 | -               |
| 1  | Gema León                | C     | 11 marzo 1991     | Nuevo León      |
| 2  | Lizeth López             | L     | 14 maggio 1990    | Baja California |
| 3  | Claudia López            | P     | 21 maggio 1994    | Jalisco         |
| 4  | Kathya García            | S     | 6 marzo 1998      | Chihuahua       |
| 5  | Andrea Rangel            | S/O   | 19 maggio 1993    | Nuevo León      |
| 6  | Freda López              | L     | 17 giugno 1988    | Oaxaca          |
| 7  | Karina Flores            | C     | 16 agosto 1998    | Nuevo León      |
| 8  | Dulce Carranza           | C     | 29 giugno 1990    | Nuevo León      |
| 9  | Alejandra Segura         | S     | 9 novembre 1993   | Nuevo León      |
| 10 | Lizbeth Sainz            | S     | 14 dicembre 1995  | Baja California |
| 13 | Mónica Moreno            | C     | 27 aprile 1995    | Nuevo León      |
| 18 | Jazmin Hernández         | P     | 18 settembre 1989 | Nuevo León      |
| 19 | María Fernanda Rodríguez | S/O   | 23 giugno 1997    | Nuevo León      |
| 20 | Alondra Amaro            | C     | 9 giugno 1998     | Durango         |

## Porto Rico
| N° | Nome              | Ruolo | Data di nascita   | Squadra               |
| -- | ----------------- | ----- | ----------------- | --------------------- |
| -  | Juan Carlos Nuñez | All   |                   | Criollas de Caguas    |
| 1  | Debora Seilhamer  | L     | 4 ottobre 1985    | Lancheras de Cataño   |
| 3  | Vilmarie Mojica   | P     | 13 agosto 1985    | Valencianas de Juncos |
| 6  | Yarimar Rosa      | S     | 20 giugno 1988    | Valencianas de Juncos |
| 7  | Stephanie Enright | S     | 15 dicembre 1990  | Criollas de Caguas    |
| 9  | Áurea Cruz        | S     | 10 gennaio 1982   | Rabitə Baku           |
| 11 | Karina Ocasio     | S/O   | 1º agosto 1985    | Criollas de Caguas    |
| 13 | Shirley Ferrer    | S/O   | 23 giugno 1991    | Lancheras de Cataño   |
| 14 | Natalia Valentín  | P     | 12 settembre 1989 | Leonas de Ponce       |
| 16 | Alexandra Oquendo | C     | 3 febbraio 1984   | Criollas de Caguas    |
| 18 | Lynda Morales     | C     | 20 maggio 1998    | Criollas de Caguas    |
| 21 | Diana Reyes       | C     | 3 febbraio 1993   | Criollas de Caguas    |
| 23 | Keila Rodríguez   | S     | 26 ottobre 1992   | Indias de Mayagüez    |

## Rep. Dominicana
| N° | Nome              | Ruolo | Data di nascita   | Squadra      |
| -- | ----------------- | ----- | ----------------- | ------------ |
| -  | Marcos Kwiek      | All   | 18 luglio 1967    | -            |
| 1  | Annerys Vargas    | C     | 7 agosto 1981     | River        |
| 2  | Winifer Fernández | L     | 6 gennaio 1995    | Telekom Baku |
| 3  | Lisvel Eve        | C     | 10 settembre 1991 | Mirador      |
| 4  | Marianne Fersola  | C     | 19 gennaio 1992   | Mirador      |
| 5  | Brenda Castillo   | L     | 5 gennaio 1992    | Rabitə Baku  |
| 6  | Camil Domínguez   | P     | 7 dicembre 1991   | Mirador      |
| 7  | Niverka Marte     | P     | 19 ottobre 1990   | Mirador      |
| 13 | Erasma Moreno     | S     | 25 novembre 1991  | Mirador      |
| 14 | Gaila González    | S/O   | 25 giugno 1997    | Mirador      |
| 16 | Yonkaira Peña     | S     | 10 maggio 1993    | Bursa BB     |
| 17 | Gina Mambrú       | S/O   | 21 gennaio 1986   | Beşiktaş     |
| 19 | Ana Binet         | L     | 9 febbraio 1992   | Mirador      |
| 20 | Brayelin Martínez | S/O   | 11 settembre 1996 | Mirador      |
| 21 | Jineiry Martínez  | C     | 3 dicembre 1997   | Mirador      |

## Stati Uniti
| N° | Nome              | Ruolo | Data di nascita  | Squadra              |
| -- | ----------------- | ----- | ---------------- | -------------------- |
| -  | Karch Kiraly      | All   | 3 novembre 1960  | -                    |
| 1  | Alisha Glass      | P     | 5 aprile 1988    | Imoco                |
| 2  | Kayla Banwarth    | L     | 21 gennaio 1989  | Stati Uniti          |
| 8  | Lauren Gibbemeyer | C     | 8 settembre 1988 | Casalmaggiore        |
| 10 | Jordan Larson     | S     | 16 ottobre 1986  | Eczacıbaşı           |
| 11 | Megan Hodge       | S     | 15 ottobre 1988  | -                    |
| 14 | Nicole Fawcett    | O     | 16 dicembre 1986 | Korea Expressway     |
| 16 | Foluke Akinradewo | C     | 5 ottobre 1987   | Rabitə Baku          |
| 17 | Natalie Hagglund  | L     | 1º luglio 1992   | Volero Zurigo        |
| 18 | Molly Kreklow     | P     | 17 febbraio 1992 | Dresdner             |
| 21 | TeTori Dixon      | C     | 4 agosto 1992    | Rabitə Baku          |
| 22 | Rachael Adams     | C     | 3 giugno 1990    | Imoco                |
| 23 | Kelsey Robinson   | S     | 25 giugno 1992   | Leonas de Ponce      |
| 24 | Krista Vansant    | S     | 31 marzo 1993    | Washington           |
| 25 | Karsta Lowe       | O     | 2 febbraio 1993  | Changas de Naranjito |

## Trinidad e Tobago
| N° | Nome                | Ruolo | Data di nascita  | Squadra      |
| -- | ------------------- | ----- | ---------------- | ------------ |
| -  | Idalmis Gato        | All   | 30 agosto 1971   | -            |
| 1  | Hannah Floyd        | S/O   | 26 aprile 1997   | UTT          |
| 3  | Channon Thompson    | S     | 29 marzo 1994    | Uraločka     |
| 5  | Shontelle Yearwood  | S     | 19 dicembre 1992 | UTT          |
| 6  | Senead Jack         | C     | 8 novembre 1993  | Uraločka     |
| 7  | Asia Joseph         | P     | 27 luglio 1993   | UTT          |
| 8  | Darlene Ramdin      | C     | 5 agosto 1989    | Glamorgan    |
| 9  | Kerdisha Sutherland | C     | 7 agosto 1995    | UTT          |
| 11 | Afesha Olton        | L     | 22 maggio 1992   | UTT          |
| 12 | Renele Forde        | P     | 6 agosto 1990    | Technocrats  |
| 14 | Rejeanne Wallace    | C     | 14 maggio 1996   | UTT          |
| 16 | Krystle Esdelle     | S/O   | 1º agosto 1984   | CSM Bucarest |
| 17 | Shernice De Four    | S     | 16 luglio 1994   | UTT          |